# Lista de personagens de Final Fantasy XV

Ilustração promocional de Yuki Matsuzawa dos personagens principais e secundários de Final Fantasy XV. Cima, esquerda para a direita: Nyx Ulric, Regis Lucis Caelum CXIII, Aranea Highwind, Ravus Nox Fleuret, Ardyn Izunia, Lunafreya Nox Fleuret, Gentiana, Iedolas Aldercapt, Iris Amicitia, Cid Sophiar, Cindy Aurum e Carbuncle. Baixo, esquerda para direita: Coru Leonis, Umbra, Gladiolus Amicitia, Noctis Lucis Caelum, Prompto Argentum e Ignis Scientia.

Final Fantasy XV é um jogo eletrônico de RPG de ação desenvolvido e publicado pela Square Enix. É o décimo quinto título principal da série Final Fantasy e foi lançado em 29 de novembro de 2016. É conectado tematicamente com a Fabula Nova Crystallis Final Fantasy, uma subssérie de jogos ligados por uma mitologia em comum que também inclui Final Fantasy XIII e suas sequências e Final Fantasy Type-0. O mundo e os personagens foram criados por Tetsuya Nomura, o diretor original do jogo, que também desenhou os personagens principais. Revisões posteriores e personagens adicionais foram desenhados por Yusuke Naora, enquanto Roberto Ferrari e Yusaku Nakaaki também se envolveram na criação de alguns desenhos.
O enredo se foca em um conflito entre o Reino de Lucis e o Império de Niflheim pelo controle do Cristal mágico. O protagonista é Noctis Lucis Caelum, o herdeiro do trono de Lucis. Ele parte em uma jornada com três companheiros: Gladiolus Amicitia, herdeiro de uma família de guarda-costas reais; Ignis Scientia, estrategista e atendente de Noctis; e Prompto Argentum, amigo de uma família de baixa classe social. Noctis está de casamento arranjado com Lunafreya Nox Fleuret, uma figura religiosa que se comunica com os deuses. Outros personagens importantes incluem Regis Lucis Caelum CXIII, pai de Noctis e rei de Lucis; Coru Leonis, um guerreiro famoso; Iris Amicitia, irmã de Gladiolus; e Cid Sophiar e Cindy Aurum, dois mecânicos. O antagonista principal é Ardyn Izunia, chanceler de Niflheim, que tem o apoio do imperador Iedolas Aldercapt, do cientista Verstael Besithia, da mercenária Aranea Highwind e de Ravus Nox Fleuret, este o irmão de Lunafreya.
Final Fantasy XV originalmente era um título derivado chamado Final Fantasy Versus XIII, mas passou por várias mudanças durante seus dez anos de desenvolvimento, incluindo alterações e remoções de personagens e de elementos de história. O objetivo da equipe era criar uma narrativa e personagens mais realistas. Mídias adicionais baseadas no mundo e em seus personagens foram produzidas com o objetivo de expandir a história, sendo coletivamente chamadas de Final Fantasy XV Universe: estas incluem a minissérie de animação Brotherhood: Final Fantasy XV, o longa-metragem de animação Kingsglaive: Final Fantasy XV, vários conteúdos para download para o jogo principal e o romance Final Fantasy XV: The Dawn of the Future, este baseado em um conjunto extra de conteúdos para download cancelados.
A recepção dos personagens foi mista; os quatro membros do elenco principal e suas interações foram muito elogiados, porém a subutilização do elenco coadjuvante e a representação das personagens femininas foram frequentemente criticados. Houve alguns comentários sobre a representação de papéis de gênero e deficiência física de personagens. As mídias adicionais também tiveram uma recepção mista; Brotherhood foi elogiado pelo bom desenvolvimento de seus personagens, porém Kingsglaive foi criticado. Os conteúdos para download igualmente tiveram uma recepção mista, mas muitos críticos gostaram de como elas expandiram seus personagens.

## Desenvolvimento
Final Fantasy XV originalmente era um título derivado da série Final Fantasy chamado Final Fantasy Versus XIII, com seu conceito e ambientação tendo sido criados pelo diretor original Tetsuya Nomura. Inicialmente seria lançado para PlayStation 3, mas durante o desenvolvimento suas plataformas foram alteradas para os consoles de consoles de oitava geração PlayStation 4 e Xbox One. Hajime Tabata, diretor de Final Fantasy Type-0, tornou-se co-diretor do projeto durante essa transição, enquanto mais adiante assumiu todos os deveres de diretor no lugar de Nomura. O período de desenvolvimento durou aproximadamente dez anos, porém Tabata se refere a Versus XIII e XV como jogos diferentes. O título originalmente pertencia à Fabula Nova Crystallis Final Fantasy, uma coleção de jogos unidos por uma mitologia e temas em comum. Foi renomeado para XV em 2012 e "desconectado" da Fabula Nova Crystallis; apesar da mitologia ter permanecido, seu papel na história foi reduzido e sua terminologia única removida com o objetivo de auxiliar na divulgação e dar a XV uma identidade individual. Um tema que sobreviveu foi as dificuldades enfrentadas por humanos escolhidos por um cristal divino.
O conceito central de XV era "uma fantasia baseada em realidade": a ambientação foi baseada no mundo real e os elementos de fantasia surgiram a partir de ambientações familiares. Elaborar este aspecto do jogo foi muito difícil para Nomura antes do jogo ser transferido para a oitava geração de consoles. Apesar da história ser similar a outros títulos da série, ele desejava criar personagens mais realistas. Sua ambição era fazer um jogo "sobre o homem no mundo real", incluindo menos elementos de fantasia. Nomura também descreveu Versus XIII como um dos títulos mais sombrios de Final Fantasy até então, reconhecimento que sua atmosfera poderia reduzir seu público alvo, mas achava que isso era adequado para tais personagens. Ele queria retratar uma história centrada em um grupo de homens viajando pelo mundo, semelhante a um filme de estrada. Esta abordagem foi inspirada por experiências em sua juventude, em que frequentemente testemunhou grupos de um único gênero realizando longas viagens. Nomura não queria que os protagonistas fossem unidos por um destino grandioso, mas que fossem amigos naturais confrontados com situações bizarras e perigosas. A equipe criou cidades contendo elementos tanto familiares quanto estranhos com o objetivo de ajudar a transmitir a temática de um filme de estrada, se inspirando nas cenas iniciais de Back to the Future Part II.
Os temas originais eram "miséria" e "laços", com os personagens representando esses temas com suas ações e circunstâncias. A intenção era que fosse uma história dolorosa enfatizando o poder da amizade. O tema de laços foi representado pelo relacionamento de Noctis com seus amigos, além de com seu pai Regis. Um elemento narrativo importante foi a jornada de Noctis de príncipe para rei. O roteiro original foi escrito por Kazushige Nojima, que descreveu a história de Versus XIII como "Mito vs. Realidade". Vários aspectos foram alterados quando Versus XIII se tornou XV. Uma cena removida foi a abertura original, em que Noctis testemunha a assinatura de um tratado e então precisa escapar de Lucis quando as forças de Niflheim atacam. Estas cenas foram alteradas em favor de já ter o grupo fora da cidade no momento da invasão. Outros personagens revelados nos primeiros trailers foram mantidos e tiveram papéis importantes na história. Nojima, ao ser consultado sobre como sua história poderia ser alterada, respondeu que ficaria feliz contanto que o conceito geral permanecesse fiel ao original. Isto deu à equipe confiança para alterar a história original dentro de XV. Aproximadamente dois terços do roteiro original foram cortados. As alterações foram feitas principalmente por Saori Itamuro, que foi creditada como "Projetista Principal de Roteiro".
A história transcorre durante um período de dez anos e a aparência dos personagens muda conformem envelhecem. Isto contrariou a tendência de muitos RPGs eletrônicos japoneses, com a equipe desejando representar propriamente os personagens crescendo pela sua jornada. A abertura de XV mostra uma cena pertencenteo ao final da história, com esta abordagem tendo sido inspirada por Crisis Core: Final Fantasy VII, que tinha uma conclusão ligada à Final Fantasy VII. Em ambos os casos, os desenvolvedores queriam que os jogadores vivenciassem uma sequência de eventos que levassem a uma conclusão conhecida. O final foi deixado deliberadamente ambíguo para que os jogadores desenvolvessem suas próprias interpretações. A equipe afirmou, tanto em relação à Versus XIII quanto XV, que queriam que o jogo fosse o Final Fantasy mais triste até então. Elementos de comédia leve foram adicionados ao lado do enredo sério com o objetivo de atuarem como contrapeso. Uma grande quantidade de diálogos foram transmitidas por conversas em jogo em vez de em cenas cinemáticas. Nomura queria que o diálogo soasse "natural e não parecido com um jogo ou grandioso".

### Desenho de personagens
Todo o elenco jogável de XV é masculino, diferente da maioria dos jogos de Final Fantasy anteriores. Este conceito foi decidido por Nomura desde o início e posteriormente concordado por Tabata, apesar deste ter algumas reservas a respeito. Mulheres ainda assim desempenham um papel importante na história. O elenco principal foi todo desenhado por Nomura. As roupas do personagem foram desenhadas por Hiromu Takahara, principal estilista da marca japonesa Roen. Seu envolvimento se deu principalmente pelos detalhes necessários nas roupas, que foram inspirados na moda ocidental; o próprio Nomura criar os figurinos teria consumido muito tempo diante de suas outras funções, que incluíam desenhar os personagens de Final Fantasy XIII. Ele também queria continuar a expressar o realismo do jogo por meio das roupas dos personagens. A característica de desenho para os personagens principais foi "tudo preto", enquanto as roupas usavam o estilo assimétrico característico da Roen. Estes desenhos foram mantidos quando o jogo se tornou XV, pois a equipe achou que seria errado removê-los. A mudança de Versus XIII para XV fez com que personagens como Regis fossem redesenhados, enquanto outros foram removidos e substituídos, como foi o caso de Stella por Lunafreya. Uma mudança causada pela transição aos novos consoles foi que o estilo artístico se distanciou do visual "estilizado" exigido pelos consoles anteriores. O cabelo dos personagens foi primeiro criado por um cabeleireiro usando uma peruca com o objetivo de maximizar o realismo, em seguida foi renderizado dentro do jogo usando a tecnologia do motor de jogo Luminous Studio.
Ardyn, Gentiana, Iris, Aranea, Umbra, Cindy, Cid e Verstael foram desenhados por Roberto Ferrari, que anteriormente tinha trabalhado em Type-0 e se envolveu no projeto desde o início do seu desenvolvimento como Versus XIII. Esses desenhos foram completados em 2010. Ele entrou em Versus XIII no mesmo ano depois de uma desenhista ter se demitido. As várias alterações do conteúdo do jogo fizeram com que a maioria dos desenhos de personagens de Ferrari não fossem usados. Isto foi algo que o deixou frustrado por considerar esses personagens nunca vistos como tendo os desenhos mais marcantes. Muitos dos desenhos que sobreviveram foram alterados no decorrer do desenvolvimento, incluindo aqueles de  Gentiana e Umbra. Ardyn e Aranea permaneceram quase inalterados. Outro artista que contribuiu com o projeto foi Yusaku Nakaaki, que ajudou a desenhar Cindy. Tabata achou que Cindy era uma personagem alegre e ativa, acreditando que sua aparência em conjunto com tais traços de personalidade não seriam problemáticos diante de um público que talvez esperasse vestimentas mais modestas da parte dela. As vestimentas pretas dos personagens principais foram mantidas como referências aos conceitos de "veneração da morte" que originalmente estavam presente em Versus XIII, que foram cortados para evitar muitas alterações por conta de leis de censura regionais. O preto ainda assim permaneceu como uma cor importante por sua conexão com a família real lucense. Aera e Somnus foram baseados fisicamente em Lunafreya e Noctis, respectivamente, enquanto a versão jovem de Verstael foi fisicamente baseada em Prompto.

### Outras mídias
A equipe criou um universo multimídia com o objetivo de impedir que sua narrativa se espalhasse em vários jogos; estes incluíram a demo prequel Platinum Demo: Final Fantasy XV, o filme Kingsglaive: Final Fantasy XV e a minissérie de animação Brotherhood: Final Fantasy XV. O tema central da história geral de XV era o laço entre pai e filho. Kingsglaive representa isto pelo ponto de vista de Regis, com o filme reciclando uma grande parte da narrativa original cortada do jogo. Brotherhood se foca nos temas de fraternidade e amizade, incluindo cenas interpessoais que não puderam ser inclusas no jogo. Lunafreya foi destacada como uma "pedra chave" conectando o jogo, o filme e a minissérie. O universo de mídia foi expandido, com Tabata dividindo ele em duas fases: mídias pré-lançamento e conteúdos para download e derivados pós-lançamento. A história também foi continuada em Comrades, uma expansão multijogador que se passa no salto temporal de dez anos na narrativa e se foca na facção titular de Kingsglaive.
Foram três episódios de conteúdos para download acompanhando Gladiolus, Prompto e Ignis durante períodos em que se separaram de Noctis. Um segundo conjunto de conteúdos extras foi encomendado sob o título geral de The Dawn of the Future e tinha a intenção de criar eventos alternativos e permitir um final melhor em que os personagens desafiassem seus destinos. Seriam centrados em Ardyn, Aranea, Lunafreya e Noctis. Antes disso, uma curta animação sobre o passado de Ardyn fora planejada, sendo expandida no seu próprio episódio da expansão. O roteiro básico foi escrito por Toru Osanai. Por vários motivos, apenas Episódio do Ardyn foi lançado e os outros três foram cancelados. O conteúdo cancelado foi transformado em um romance homônimo escrito por Emi Nagashima a partir do roteiro; o livro foi publicado em 2019.

### Localização
A localização para inglês foi dirigida por Dan Inoue. Um dos aspectos da localização foi usar sotaques diferentes para mostrar que personagens eram oriundos de diferentes regiões do mundo. Por exemplo, Ignis recebeu um sotaque britânico enquanto todos os outros personagens principais tinham um sotaque estadunidense. A equipe tomou a decisão consciente de se distanciar da reputação por terminologia esotérica que a série Final Fantasy tinha adquirido. Eles usaram termos compreensíveis como "Astral" e "Demônio". A fala dos seres divinos foi deixada bem impessoal com o objetivo de impedir que a mitologia ficasse desinteressante, como por exemplo Gentiana nunca usar "eu" ou "você" durante seus diálogos, com diálogos interpretativos sendo usados para conceitos simples. Questões que foram posteriormente levantadas externamente por fãs do jogo incluíram problemas com algumas falas de Ignis, que mudaram aspectos da caracterização do personagem, e alteração do nome de Cindy do original Cidney.
Tabata revelou que o principal motivo pelos atrasos no lançamento de XV foram relacionados com a localização e depuração, pois a equipe desejava levar o jogo para o ocidente o mais próximo possível da estreia japonesa. A decisão para um lançamento mundial simultâneo significou que a localização tinha que acontecer junto com o desenvolvimento do jogo, sem tempo adicional para alterações e correções. O jogo foi lançado com dublagens também em francês e alemão e texto nestes dois idiomas, além de ter sido localizado para a América Latina com textos em espanhol latino-americano e português brasileiro; foi a primeira vez que um título de Final Fantasy foi localizado nestes idiomas.
Um problema inicial que atraiu a atenção do público foi a dublagem em inglês de Noctis na demo Final Fantasy XV: Episode Duscae. Sua voz nesta era de um tom mais grave, fazendo o personagem parecer mais velho e menos energético do que sua contraparte japonesa. Isto foi explicado como tendo ocorrido por conta de um cronograma curto, o que impediu que Tabata identificasse a questão e regravasse a dublagem antes do lançamento. A dublagem foi refeita depois do lançamento de Episode Duscae com o objetivo de melhor transmitir a personalidade de Noctis. A equipe precisou lidar com o choque entre os diálogos normais e os elementos fantásticos, algo que ameaçava minar a narrativa. Isto forçou as diferentes mídias a tomarem abordagens diferentes, com algumas das interações entre personagens juntando os dois lados da narrativa. Os métodos de localização acabaram causando problemas após o lançamento porque o mecanismo de correspondência de diálogo para personagens causava repetições ou omissão de fala.

## Personagens principais

### Noctis Lucis Caelum
Noctis Lucis Caelum (ノクティス・ルシス・チェラム, Nokutisu Rushisu Cheramu) é o protagonista de XV. É o príncipe herdeiro do Reino de Lucis, com o Cristal tendo escolhido ele aos cinco anos de idade como o "Rei Verdadeiro", uma figura profetizada que expurgaria a Praga das Estrelas do mundo de Eos. Aos oito anos foi ferido por um demônio e enviado para se recuperar em Tenebrae, onde conheceu e se aproximou de Lunafreya. No início do jogo ele é enviado para a cidade de Altissia para um casamento arranjado com Lunafreya, porém no caminho recebe a notícia de que Lucis foi invadida por Niflheim. Para cumprir seu destino, ele coleta as armas de reis do passado e conquista a benção dos Astrais. Noctis mais adiante recebe de Lunafreya o Anel dos Lucii, um artefato que pode acessar a magia do Cristal. Ele vai para a capital imperial de Gralea e é absorvido pelo Cristal, descobrindo sobre um ritual em que se sacrificará para usar o poder combinado do Cristal e dos Astrais com o objetivo de acabar com a Praga das Estrelas. Noctis desperta dez anos depois, se reencontra com seus companheiros e derrota Ardyn, se sacrificando para cumprir seu destino como Rei Verdadeiro. Em The Dawn of the Future, Noctis aprende dentro do Cristal a verdade sobre o passado de Ardyn e o papel de Lunafreya. Ele se revolta contra seu destino e também contra Bahamut, conseguindo convencer Ardyn a completar o ritual de sacrifício em seu lugar. A magia e a Praga das Estrelas desaparecem do mundo e Noctis se casa com Lunafreya.
Noctis foi criado por Nomura, que não queria que seu visual transmitisse uma ideia de força, mas que fosse usado para comunicar os temas da história. Nomura trabalhou com Tabata após a mudança de Versus XIII para XV com o objetivo de garantir que o personagem fosse alterado o mínimo possível. O co-diretor de arte Yusuke Naora supervisionou as mudanças no personagem. Nomura desejava criar um tipo de personagem realista até então não visto em Final Fantasy, possuindo "uma abundância de idiossincrasias" para que pudesse deixar uma impressão no jogador. Nomura também queria que o personagem tomasse decisões tanto heroicas quanto vilanescas, achando que um protagonist antiherói se encaixaria com os temas do jogo. Para Tabata, os maneirismos de Noctis vem de sua infância solitária e medo de perder seus entes queridos.
Noctis foi interpretado em japonês por Tatsuhisa Suzuki quando adulto e Miyuki Satō quando criança, enquanto em inglês foi interpretado por Ray Chase como adulto e Hyrum Hansen como criança. Suzuki comentou que o personagem era mais introvertido e demonstrando pouca simpatia para aqueles além de seu círculo próximo quando o projeto ainda era Versus XIII, mas depois que se tornou XV ele trabalhou para deixá-lo mais extrovertido e emocional. Ele modelou a personalidade de Noctis nos maneirismos do cantor Kurt Cobain. Chase foi instruído a criar uma personalidade que ressoaria com o público ocidental, assim sua interpretação é bem diferente da original.

### Lunafreya Nox Fleuret
Lunafreya Nox Fleuret (ルナフレーナ・ノックス・フルーレ, Runafurēna Nokkusu Furūre) é uma princesa de Tenebrae e a Oráculo de Eos, uma figura religiosa que se comunica com os Astrais e contém a Praga das Estrelas. Ela se aproxima de Noctis depois dele passar um tempo em Tenebrae quando criança. Ela tenta sem sucesso alcançar Noctis e Regis na assinatura do tratado de paz entre Lucis e Niflheim, tornando-se uma peça importante na infiltração e invasão imperial de Insomnia. Ela escapa com o Anel dos Lucii depois de Regis e Nyx se sacrificarem para garantir sua fuga. Ela então viaja avante de Noctis, garantindo que os Astrais lhe concedam seus poderes e o guiando por meio de sua acompanhante Gentiana. Ardyn mata Lunafreya enquanto ela persuadia Leviatã, mas ela consegue entregar o anel para Noctis antes de morrer. Lunafreya continua a apoiar Noctis em espírito, ajudando-o em sua batalha derradeira contra Ardyn e se reunindo com ele no pós-vida. Em The Dawn of the Future, Lunafreya é ressuscitada por Bahamut como substituta para Ardyn, mas ela decide se revoltar contra o desejo do Astral de acabar com a vida em Eos, sobrevivendo e se casando com Noctis.
A principal personagem feminina de Versus XIII seria Stella Nox Fleuret. Seu relacionamento com Noctis seria platônico em vez de romântico, com Nomura preferindo representar um tipo diferente de relacionamento entre os protagonistas masculino e feminino. Os desenvolvedores passaram a imaginar um tipo diferente de heroína quando o jogo se tornou XV, com eles decidindo substituir a personagem porque estavam receosos de alterar sua personalidade. Lunafreya foi criada por Tabata. Ele definiu que sua personalidade deveria ser mais forte do que a de Noctis, atribuindo boa parte do desenvolvimento dele na história à influência de Lunafreya. Seu visual foi desenhado por Naora, sendo definido como "forte e heroico" com o objetivo de ajudar a transmitir suas expressões e ações. Em XV, foi interpretada em japonês por Rina Kitagawa e em inglês por Amy Shiels quando adulta e Liliana Chomsky quando criança. Em Kingsglaive, foi interpretada por Shiori Kutsuna em japonês e Lena Headey em inglês.

### Ardyn Izunia
Ardyn Izunia (アーデン・イズニア, Āden Izunia) é o principal antagonista de XV e o protagonista de Episódio do Ardyn. Ele nasceu como Ardyn Lucis Caelum, sendo um curandeiro de séculos atrás que curava a Praga das Estrelas das pessoas ao absorvê-la em seu corpo, o que o deixou imortal mas fez com que o Cristal o rejeitasse. Ele se torna o chanceler de Niflheim e promove os avanços das tecnologias militares do império. É ele quem propõe uma trégua entre Lucis e Niflheim por meio do casamento de Noctis com Lunafreya. Ardyn orquestra a invasão de Lucis e ajuda Noctis a conquistar a benção dos Astrais para poder matá-lo assim que se tornar o Rei Verdadeiro. Ele mata Lunafreya enquanto esta tenta convocar Leviatã. Ardyn acaba derrotado por Noctis tanto fisicamente quanto espiritualmente, expurgando a Praga das Estrelas de Eos. Em Episódio do Ardyn, ele descobre sobre o plano dos Astrais para que se torne o receptáculo sacrificial da Praga das Estrelas, relutantemente aceitando esse plano em troca de vingança contra a linhagem real de Lucis. Em The Dawn of the Future, ele acaba se revoltando contra a vontade de Bahamut, aliando-se com Noctis e Lunafreya.
O desenho de Ardyn foi criado quando o jogo ainda era Versus XIII e praticamente não foi alterado durante todos os dez anos de desenvolvimento. Ele recebeu um cabelo vermelho como uma referência ao seu dublador japonês, que já tinha dublado vários personagens ruivos em Final Fantasy e na série Kingdom Hearts. Sua posição como chanceler imperial foi decidida por conta de seu papel de antagonista, sendo considerado que a "imagem de chanceler" combinava com a vilania do personagem. Tabata e Itamuro comentaram que Ardyn era um personagem motivado pelo ódio, com tudo em sua vida servindo para seu desejo de vingança contra a linhagem real de Lucis. Um dos objetivos de Episódio do Ardyn era fazer o personagem demonstrar mais emoções. Ardyn foi interpretado por Keiji Fujiwara em japonês e Darin De Paul em inglês.

### Gladiolus Amicitia
Gladiolus Amicitia (グラディオラス・アミシティア, Guradiorasu Amishitia) é um dos companheiros de Noctis e o protagonista de Episódio do Gladiolus. É o filho mais velho de uma família nobre jurada a proteger a família real lucense, assumindo a função de principal protetor de Noctis. Ele inicialmente não gostava de Noctis por causa da atitude fria deste quando se conheceram ainda crianças, mas sua opinião mudou depois de Noctis ter protegido sua irmã Iris. Gladiolus fica desmoralizado depois de Ravus o derrotar, deixando seus amigos e realizando uma aventura pessoal a fim de ficar mais forte. Noctis e Gladiolus temporariamente ficam brigados depois da morte de Lunafreya e ferimento de Ignis. Gladiolus se torna um caçador de demônios durante os dez anos em que Noctis fica no Cristal e depois o acompanha para a batalha final contra Ardyn.
O desenho e papel de Gladiolus foi estabelecido cedo no desenvolvimento; como Escudo do Rei, ele era mais do que apenas um companheiro de Noctis, tendo treinado sua vida inteira para protegê-lo. Com isto em mente, ele recebeu uma aparência musculosa e uma personalidade extrovertida, com seus outros passatempos e peculiaridades sendo encaixados ao redor disso. Naora considerou que o desenho original era muito "homem musculoso", assim foi redesenhado para parecer mais intelectual. Seus olhos foram estreitados para lhe dar um "olhar sensual ao longe". Artistas marciais e outras figuras similares foram usadas como referência para a musculatura de seu peitoral.
Gladiolus foi dublado por Kenta Miyake em japonês e Chris Parson em inglês. A diretriz de Inoue para a voz do personagem foi uma versão mais jovem de John McClane, o protagonista da série Die Hard. Parson achou esquisito dublar Gladiolus, pois seu físico e personalidade eram quase o oposto completo do personagem.

### Ignis Scientia
Ignis Scientia (イグニス・スキエンティア, Igunisu Sukientia) é um dos companheiros de Noctis e o protagonista de Episódio do Ignis. Ele cresceu ao lado de Noctis para ser seu conselheiro e para isto recebeu uma grande educação. Os dois formaram uma conexão forte ainda durante as suas juventudes. Ignis se alia com Ravus durante a invasão de Altissia enquanto buscam por Noctis e Lunafreya, ficando cego ao tentar usar o Anel dos Lucii para enfrentar Ardyn. Sua cegueira causa tensão temporária entre Noctis e Gladiolus. Ignis se torna um caçador de demônios durante os dez anos em que Noctis fica no Cristal e depois o acompanha para a batalha final contra Ardyn.
Ignis foi o personagem principal que menos passou por alterações durante a transição de Versus XIII para XV, com a principal delas sendo musculatura mais tonificada ao redor do pescoço. Mesmo assim, houve um grande cuidado por parte da equipe para que ele mantivesse seu visual intelectual. Seu papel como o cozinheiro do grupo veio quando a equipe considerou qual dos personagens mais provavelmente assumiria essa função, com isto tendo sido decido desde cedo no processo de desenvolvimento.
Ignis foi interpretado por Mamoru Miyano em japonês e Adam Croasdell em inglês. Croasdell se preparou para o papel cantando enquanto dirigia e comendo maçãs verdes para reprimir ruídos de clique ao falar. Ele também afirmou que se inspirou em algumas experiências de vida para ajudá-lo na interpretação do personagem.

### Prompto Argentum
Prompto Argentum (プロンプト・アージェンタム, Puronputo Ājentamu) é um dos companheiros de Noctis e o protagonista de Episódio do Prompto. Prompto era uma criança tímida e obesa oriunda de uma família de baixa classe social, um dia encontrando por acaso a cadela Pryna de Lunafreya ferida na rua. Ele leva o animal para casa e a ajuda a se recuperar, com isto fazendo Lunafreya lhe pedir para que se torne amigo de Noctis na escola. Prompto emagrece e adquiri maior confiança, aproximando-se de Noctis e tornando-se seu amigo. Prompto é temporariamente separado dos seus amigos pelas maquinações de Ardyn, descobrindo ser um clone de Verstael, quem ele derrota com a ajuda de Aranea. Prompto se torna um caçador de demônios durante os dez anos em que Noctis fica no Cristal e depois o acompanha para a batalha final contra Ardyn.
O rosto e penteado de Prompto passaram por várias alterações, com as últimas tendo sido motivadas por reações negativas dos fãs. Suas roupas casuais tinham a intenção de refletir sua personalidade e o fato de ser o único civil do grupo, desta forma contrastando com as vestes mais regimentais de seus companheiros. Seu passatempo de fotografia e integração na jogabilidade e interações foram concebidas com o objetivo de deixá-lo útil e criar um modo do jogador registrar sua jornada.
Prompto foi interpretado em japonês por Tetsuya Kakihara quando adulto e Aki Kaneda quando criança, já em inglês foi interpretado por Robbie Daymond como adulto e Griffin Burns como criança. Inoue baseou a versão em inglês de Prompto em Ferris Bueller, o protagonista do filme Ferris Bueller's Day Off. Apesar de Prompto ser o personagem de alívio cômico, Daymond escolheu não interpretá-lo como tal por toda a história, deixando-o mais "realista e humano" quando comparado com a versão em japonês.

## Personagens coadjuvantes

### Regis Lucis Caelum CXIII
Regis Lucis Caelum CXIII (レギス・ルシス・チェラム113世, Regisu Rushisu Cheramu Hyakujūsansei) é o rei de Lucis e o pai de Noctis. Como o monarca, ele protege o Cristal e Insomnia usando uma barreira mágica criada por meio do Anel dos Lucii. Isto consome sua energia e faz ele envelhecer rápido. Pai e filho se distanciaram à medida que a saúde de Regis começou a cair e por Noctis ter que lidar com seu futuro como rei. Regis chegou a enfrentar Ardyn e quase foi derrotado. Ele aceita a oferta de paz de Niflheim sabendo que é uma armadilha, tendo o Anel dos Lucii cortado de sua mão e morrendo enfrentando Glauca. Seu espírito ajuda Noctis a derrotar Ardyn.
A aparência de Regis passou por uma grande alteração quando o projeto virou XV, tornando-se um personagem mais velho. Isto ocorreu por conta de seu papel em Kingsglaive e avanços na tecnologia. A equipe queria criar um personagem mais expressivo e assim ele foi envelhecido a fim de transmitir sua exaustão pelo esforço de manter a barreira mágica em pé. Sua versão no jogo foi modificada para se assemelhar mais com a do filme. Sua aparência também foi alterada porque a original não mais se adequava nas mudanças de história de XV. Foi interpretado por Tsutomu Isobe em japonês, enquanto em inglês foi interpretado por Jim Pirri em XV e por Sean Bean em Kingsglaive.

### Aranea Highwind
Aranea Highwind (アラネア・ハイウィンド, Aranea Haiuindo) é a comodoro de uma unidade de caçadores de demônios e mercenários do exército de Niflheim. Ela começa a ficar cada vez mais desconfortável com as ações do império, especialmente a captura de demônios para experimentos científicos, acabando por cortar laços com eles e usando seus recursos para ajudar refugiados. Ela enviada por Noctis para resgatar Prompto e ajuda este a superar suas inseguranças para derrotar Verstael. Em The Dawn of the Future, Aranea ajuda cidadãos imperiais a fugirem da capital Gralea, posteriormente ajudando Noctis e Lunafreya a derrotarem Bahamut.
Aranea foi desenhada em meados de 2010 e passou por poucas alterações em sua aparência no decorrer do processo de desenvolvimento. A única notável foi a alteração de sua arma, que foi mudada por ter sido considerada "impraticável". Biggs e Wedge, dois personagens associados com ela, originalmente tinha papéis maiores, mas acabaram reduzidos para personagens não jogáveis menores. Aranea foi interpretada por Miyuki Sawashiro em japonês e Kari Wahlgren em inglês. Walhgren comentou que a personagem era moralmente ambígua e tinha um "lado sensual sombrio", sendo uma mudança tonal em relação aos papéis que normalmente interpretava.

### Coru Leonis
Coru Leonis (コル・リオニス, Koru Rionisu) é o Chefe da Guarda da Coroa e o guerreiro mais conhecido de Lucis, tendo conquistado o apelido de "o Imortal" depois de ter sido o único sobrevivente de uma batalha contra Gilgamesh, tendo conseguido cortar o braço deste apesar de ter perdido sua espada. Quando jovem, também lutou várias vezes ao lado de Regis. Ele ajuda Noctis no início de sua jornada na procura pelas armas mágicas da linhagem real de Lucis. Coru dá apoio em caças a demônios durante os dez anos que Noctis fica dentro do Cristal. Posteriormente reúne os soldados de Lucis quando Noctis retorna, ajudando-o durante seu ataque contra Insomnia.
Coru foi originalmente criado para Versus XIII e seria o quinto personagem jogável do grupo principal, se unindo a este no decorrer do jogo. Seu papel foi reduzido para um papel menor de mentor quando o projeto se tornou XV, pois a equipe queria se focar na dinâmica de um grupo de homens de idade próxima. Tirando isto, o personagem permaneceu praticamente o mesmo. Foi interpretado por Hiroki Tōchi em japonês e Matthew Mercer em inglês. Tōchi tinha originalmente sido escalado como motorista de Noctis em Versus XIII, enquanto Mercer gostou de ter a chance de interpretar uma figura mentora, um tipo de personagem que não tinha feito até então em sua carreira.

### Iris Amicitia
Iris Amicitia (イリス・アミシティア, Irisu Amishitia) é a irmã mais nova de Gladiolus e uma amiga de infância de Noctis. Ela foi protegida por Noctis  certa vezquando criança depois de se perder no palácio real, com sua confissão da verdade ajudando Gladiolus a ter uma opinião mais positiva sobre Noctis. Ela fugiu de Insomnia durante a invasão de Niflheim e se refugiou na cidade de Lestallum. Iris é próxima de todos os membros do grupo, mas secretamente sente uma atração por Noctis. Ela se torna uma das mais famosas caçadoras de demônios durante os dez anos em que Noctis passa no Cristal. Foi interpretada por Megumi Han em japonês e Eden Riegel em inglês.

### Ravus Nox Fleuret
Ravus Nox Fleuret (レイヴス・ノックス・フルーレ, Reivusu Nokkusu Furūre) é um príncipe de Tenebrae e o irmão mais velho de Lunafreya. Ele sente rancor contra a família real de Lucis por abandonarem sua terra natal, juntando-se à Niflheim por vingança. Ravus participa da invasão de Insomnia e tem seu braço destruído depois de tentar usar o Anel dos Lucii. É promovido a comandante do exército imperial depois da morte de Glauca. Ravus não considera Noctis digno e ressente Lunafreya por arriscar sua vida em favor da causa dele. Ravus passa a ser considerado um inimigo de Niflheim por não conseguir conter Leviatã, deserdando para o lado de Noctis. Ardyn o mata e depois o ressuscita como um demônio, sendo derrotado por Noctis e seus companheiros. Ravus foi interpretado por Yuichi Nakamura em japonês e Trevor Devall em inglês.

### Iedolas Aldercapt
Iedolas Aldercapt (イドラ・エルダーキャプト, Idora Erudākyaputo) é o imperador de Niflheim. Ele deixou a administração do império nas mãos de Ardyn, mas ainda assim participa ativamente do jogo político. Sua ambição é usar o Cristal de Lucis para que Niflheim possa dominar o mundo. É revelado em The Dawn of the Future que sua atitude é resultado de ter perdido sua família durante a guerra contra Lucis e também por conta das manipulações de Ardyn. Iedolas é infectado com a Praga das Estrelas e se transforma em um demônio, sendo depois morto por Noctis. Foi interpretado em japonês por Shōzō Iizuka e em inglês por Bob Joles em XV e David Gant em Kingsglaive.

### Verstael Besithia
Verstael Besithia (ヴァーサタイル・べスティア, Vāsatairu Besutia) é o principal pesquisador de Niflheim e o "pai" de Prompto. Quando jovem desenvolveu o exército Magitek com o objetivo de reduzir as baixas na guerra contra Lucis. Ele usou mistura da Praga das Estrelas com seu próprio DNA com o objetivo de criar as tropas Magitek e também outras armas derivadas de demônios. Trinta anos depois descobriu o adormecido Ifrit e também libertou Adryn da prisão, enxergando ambos como um meio de finalmente acabar com a guerra e alcançar a imortalidade. Ele revela que Prompto é um clone seu tomado por Lucis, carregando sua consciência para sua última invenção Magitek antes de morrer. Entretanto, esta é derrotada por Prompto com a ajuda de Aranea. Foi interpretado por Jin Urayama em japonês e Steve Blum em inglês.

### Lâminas do Rei
As Lâminas do Rei (キングスグレイブ, Kingusugureibu) são um grupo de elite dedicado à proteção de Regis, recebendo deste habilidades similares a aquelas da família real lucense. Membros traem o grupo depois de Regis aceitar a oferta de paz de Niflheim. Os sobreviventes são os protagonistas de Comrades, ajudando a defender a população restante do mundo dos números cada vez maiores de demônios. Eles recebem perdão de Bahamut em troca de protegerem Noctis durante seu torpor de dez anos.
Ferrari criou um grupo similar às Lâminas do Rei no início do desenvolvimento, porém tinham uma temática ninja. Umbra deveria ter sido um membro desse grupo, mas estes planos depois mudaram. Os personagens de Kinsglaive foram desenhados para serem relacionáveis, adequando-se aos temas do filme.
- Nyx Ulric (ニックス・ウリック, Nikkusu Urikku) é o protagonista de Kingsglaive. Ele perdeu sua mãe e irmã na infância depois de Niflheim ter conquistado sua cidade natal de Galahd, desenvolvendo grande lealdade para Regis depois deste tê-lo salvado.[121] Nyx é nomeado protetor de Lunafreya para a assinatura do tratado de paz e se sacrifica ao usar o Anel dos Lucii com o objetivo de permitir que ela escape.[78] Foi interpretado por Gō Ayano em japonês e Aaron Paul em inglês.[85]
- Titus Drautos (タイタス・ドラットー, Taitasu Dorattō), também conhecido como Glauca (グラウカ, Gurauka), é o líder das Lâminas do Rei e o principal antagonista de Kingsglaive. Ele originalmente era leal à Lucis, mas se aliou com Niflheim depois de Regis ter abandonado seu vilarejo natal para destruição e se fortificado dentro de Insomnia.[11] Drautos é o responsável pela morte de Sylva Via Fleuret, antiga Oráculo e rainha de Tenebrae, e também do próprio Regis. Ele acaba sendo morto por Nyx.[78] Foi interpretado em japonês por Kōichi Yamadera e em inglês por Adrian Bouchet em Kingsglaive e Matthew Waterson em XV.[73][85]
- Libertus Ostium (リベルテス・オスティウム, Riberutesu Osutiumu) é um amigo de infância de Nyx.[122] Ele é um dos que ficam desiludidos quando Regis aceita o armistício, deserdando quando Crowe é morta. Entretanto, ele ajuda Nyx e Lunafreya depois de testemunhar a destruição que Niflheim trouxe e descobrir sobre a identidade secreta de Drautos.[78] Ele depois atua como um guia para os Lâminas do Rei sobreviventes.[117] Foi interpretado por Mitsuaki Kanuka em japonês e Liam Mulvey em inglês.[85]
- Luche Lazarus (ルーチェ・ラザロ, Rūche Razaro) é o líder extraoficial das Lâminas do Rei.[122] Ele lidera um grupo de dissidentes e tenta assassinar Nyx e Lunafreya. Entretanto, Lunafreya o manipula para que use o Anel dos Lucii, o que o mata queimado.[78] Foi interpretado por Tomokazu Seki em japonês e Todd Haberkorn em inglês.[85]
- Crowe Altius (クロウ・アルティウス, Kurō Arutiusu) é uma poderosa feiticeira. Ela considera as Lâminas do Rei como sua família, sendo especialmente próxima de Libertus.[11][122] Crowe é enviada para acompanhar Lunafreya, mas é morta por Luche.[78] Foi interpretada por Ayumi Fujimura em japonês e Alexa Kahn em inglês.[85]

### Astrais
Os Astrais (六神, Rokushin), também chamados de Hexatheon, são seis seres venerados como divindades, sendo eles Bahamut, Shiva, Ifrit, Titã, Ramuh e Leviatã. Na antiguidade, Ifrit agiu como patrono da humanidade, mas acabou entrando em uma fúria que ameaçou o mundo depois dos homens terem se revoltado contra os Astrais. Isto iniciou uma guerra que terminou quando Bahamut derrotou Ifrit. Niflheim encontrou um adormecido Ifrit, com ele sendo corrompido e escravizado por Ardyn. Lunafreya trabalha para que os Astrais concedam seus poderes para ajudar Noctis. Bahamut depois coloca em julgamento as Lâminas do Rei sobreviventes. Noctis e seus amigos enfrentam Ifrit e os outros Astrais os ajudam no ataque derradeiro contra Ardyn em Insomnia. Em The Dawn of the Future, os Astrais se revoltam contra Bahamut quando este ameaça Eos, unindo-se à Noctis, Lunafreya e Ardyn para destrui-lo. Ao final, a Praga das Estrelas é erradicada e os Astrais e a magia desaparecerem de Eos.
A mitologia original de Versus XIII era inspirada na subssérie Fabula Nova Crystallis e tinha seres chamados fal'Cie que existiam separados dos monstros convocáveis. A terminologia da Fabula Nova Crystallis foi removida durante a produção e a mitologia gradualmente mudou para se tornar a base temática da mitologia original. Os Astrais foram concebidos em XV para serem partes integrais da história e do mundo, diferentemente de apenas monstros chamados para batalhar. São seres inteligentes com quem Noctis precisa forjar um pacto em vez de simplesmente comandá-los. A equipe escolheu monstros convocados tradicionais da série Final Fantasy em vez de criarem novos porque tinham um papel importante na história. Dos seis, apenas Titã, Ramuh, Leviatã e Shiva agem como monstros convocados normais durante o jogo.
- Shiva (シヴァ, Shiva), também conhecida como a Glacian e a Álgida, é a Deusa do Gelo. Ela passa a maior parte do tempo na forma de Gentiana (ゲンティアナ), a atendente humana de Lunafreya.[128] Era originalmente hostil com humanidade, mas mudou de opinião depois de entrar em um romance com Ifrit. Mesmo assim ficou contra ele durante a Guerra Astral. Lunafreya a ajudou a reascender sua fé na humanidade e assim Gentiana ajuda Noctis em sua missão. Shiva tentou proteger Ifrit das mãos de Ardyn, mas tropas de Niflheim derrotaram seu corpo.[79] Ela se junta aos outros Astrais para ajudar Noctis entrar em Insomnia, dando o golpe final para derrotar o corrompido Ifrit.[66] Em The Dawn of the Future, ela se revolta contra Bahamut por gostar de Lunafreya e Noctis.[67][80] É interpretada por Sayaka Kinoshita em japonês e Renee Faia em inglês.[73]

- Ifrit (イフリート, Ifurīto), também conhecido como o Infernian e o Ígneo, é o Deus do Fogo. Era originalmente o patrono da humanidade que lhes concedeu a dádiva do fogo e fundou a primeira civilização humana, Solheim, mas a traição dos homens o fez ficar hostil. É corrompido por Ardyn ao despertar e infectado com a Praga das Estrelas.[79][117] Ifrit enfrenta Noctis e seus companheiros, mas é derrotado com a ajuda de Shiva e Bahamut.[66] Em The Dawn of the Future, Lunafreya o cura da Praga das Estrelas e Ifrit ajuda Noctis na batalha final contra Bahamut.[67] É interpretado por Yasuhiro Mamiya em japonês e John Kassir em inglês.[73]

- Bahamut (バハムート, Bahamūto), também conhecido como o Aetherean e o Guardião das Lâminas, é o Deus da Guerra e líder dos Astrais. Ele criou um plano depois da Praga das Estrelas arrasar Eos, concedendo o Cristal e o Anel dos Lucii à família real de Lucis e um tridente para a família real de Tenebrae. Ele convoca primeiro Ardyn e depois Noctis para seus domínios com o objetivo de explicar seus papéis como sacrifícios para acabar com a Praga das Estrelas,[65][112] ajudando este último em sua batalha contra o corrompido Ifrit.[66] Ele é o principal antagonista de The Dawn of the Future, em que resolve expurgar Eos a fim de erradicar a Praga das Estrelas por Ardyn ter recusado seu papel. Noctis e Lunafreya se aliam com Ardyn para derrotar Bahamut.[67][80] Foi interpretado por Itaru Yamamoto em japonês e David Lodge em inglês.[73]

- Leviatã (リヴァイアサン, Rivaiasan), também conhecida como a Hydraean e a Matriarca das Marés, é a Deusa dos Mares. Ela é despertada por Lunafreya das profundezas do mar sob a cidade de Altissia e entra em uma fúria assassina depois de ser atacada por tropas de Niflheim, porém é subjugada  por Noctis.[64] Ela depois ajuda Noctis tanto em sua jornada para Gralea quanto em sua batalha final.[66][97] Foi interpretada por Urara Takano em japonês e Candi Milo em inglês.[73]

- Titã (タイタン, Taitan), também conhecido como o Archaean e o Terrador, é o Deus da Terra. Ele é o primeiro Astral que concede seus poderes a Noctis,[62] depois protegendo-o da fúria de Leviatã em Altissia e o ajudando na batalha final em Insomnia.[64][66] Foi interpretado por Kenichirou Matsuda em japonês e Ike Amadi em inglês.[73]

- Ramuh (ラムウ, Ramū), também conhecido como o Fulgurian e o Tempestuoso, é o Deus das Tempestades e regente das leis naturais de Eos. Ele é despertado por Lunafreya e concede seu poder a Noctis,[63] depois o ajudando junto com os outros Astrais durante a batalha final em Insomnia.[66]

## Outros personagens
- Carbuncle (カーバンクル, Kābankuru) é um dos mensageiros dos deuses e um dos personagens principais de Final Fantasy XV: Platinum Demo. Regis o presenteou ao jovem Noctis a fim de proteger e guiar Noctis em seus sonhos.[11] Carbuncle guia Noctis por seus sonhos depois deste ser ferido por um demônio em sua infância.[129]

- Cid Sophiar (シド・ソフィア, Shido Sofia) é o dono e operador de uma oficina e posto de gasolina fora de Insomnia. Quando mais jovem lutou ao lado de Regis e Coru contra forças de Niflheim.[77] Ele dá apoio para as Lâminas do Rei sobreviventes.[117] Foi interpretado por Nobuyuki Katsube em japonês e Jack Angel em inglês.[73]

- Cindy Aurum (シドニー・オールム, Shidonī Ōrumu) é uma mecânica e a neta de Cid. Ela assume a responsabilidade pela manutenção e customização do Regalia, o carro de Regis usado por Noctis e seus amigos durante sua jornada.[88] Foi interpretada por Yū Shimamura em japonês e Erin Matthews em inglês.[73]

- Loqi Tummelt (ロキ・タメルト, Roki Tameruto) e Caligo Ulldor (カリゴ・ウルドー, Karigo Urudō) são generais de brigada do exército de Niflheim que perseguem Noctis e seus aliados.[63][62] Caligo é morto por Ravus depois da fúria de Leviatã.[86] Em The Dawn of the Future, Loqi se sacrifica para defender pessoas inocentes de demônios.[115] Loqi foi interpretado por Takashi Ōhara em japonês e Jason Spisak em inglês, já Caligo foi interpretado por Itaru Yamamoto em japonês e Rick Zieff em inglês.[73]

- Umbra (アンブラ, Anbura) e Pryna (プライナ, Puraina) são dois cachorros que agem como companheiros e mensageiros de Noctis e Lunafreya. Ambso fazem parte do grupo de mensageiros que servem de intermediários entre a humanidade e os Astrais.[130][131] Prompto ajuda uma ferida Pryna em sua infância e isto indiretamente leva à sua amizade com Noctis.[104] Ela morre em Altissia junto com Lunafreya,[86] mas se manifesta em espírito e ajuda a guiar Prompto mais adiante em sua jornada.[105] Umbra continua protegendo Noctis, lhe passando uma mensagem após seus dez anos de torpor no Cristal e aparecendo em Insomnia depois de sua batalha final.[66]

- Jared Hester (タルコット・ハスタ, Jareddo Hasuta) e seu neto Talcott Hester (タルコット・ハスタ, Tarukotto Hasuta) são atendentes da família Amicitia. Eles fogem de Insomnia com Iris depois da invasão.[89] Jared é morto depois de Talcott acidentalmente revelar suas identidades para agentes de Niflheim.[132] Talcott encontra Noctis depois deste despertar de seu torpor e o leva para se reencontrar com seus amigos.[66] Jared foi interpretado por Hiroshi Iwasaki em japonês e Tony Amendola em inglês. Talcott foi interpretado em japonês por Ayumu Murase quando adulto e Ayumu Murase quando criança, já em inglês por Josh Keaton como adulto e Kyle Arem como criança.[73]

- Camelia Claustra (カメリア・クラウストラ, Kameria Kurausutora) é a primeira secretária do Protetorado de Accordo. Ela arranja um encontro diplomático com Noctis em Altissia para discutir o despertar de Leviatã e as consequências para a cidade.[64] Foi interpretada por Jun Karasawa em japonês e Judith Flanagan em inglês.[73]

- Somnus Lucis Caelum (ソムヌス・ルシス・チェラム, Somunusu Rushisu Cheramu), também chamado de Rei Fundador e o Místico, é o primeiro rei de Lucis, irmão caçula de Ardyn, ancestral de Noctis e o antagonista principal de Episódio do Ardyn. Ele assumiu uma atitude marcial para lidar com a Praga das Estrelas, tomando o lugar de Ardyn como o escolhido do Cristal e acidentalmente matando Aera. Ele apagou todos os registros da existência de Ardyn.[50] Seu espírito ajuda na destruição da Praga das Estrelas tanto em XV quanto em The Dawn of the Future.[66][67] Foi interpretado por Daisuke Namikawa em japonês e Zach Villa em inglês.[112]

- Aera Mirus Fleuret (エイラ・ミルス・フルーレ, Eira Mirusu Furūre) é a primeira Oráculo, noiva de Ardyn e ancestral de Lunafreya. Ela revela para Somnus a identidade do Rei Escolhido e é usada por este para atrair Ardyn para uma armadilha, sendo morta acidentalmente na resultante luta entre os dois irmãos.[50] Sua morte é um dos maiores motivadores de Ardyn para buscar vingança contra a família real lucense.[112] Em The Dawn of the Future, seu espírito pede para que Lunafreya salve Ardyn e ela depois se reencontra com ele no pós-vida após a derrota de Bahamut.[67][80] Foi interpretada por Saori Seto em japonês e Julie Nathanson em inglês.[112]

- Gilgamesh (ギルガメッシュ, Girugamesshu) é o protetor de Somnus.[50] Ele se tornou imortal e desafia guerreiros lucenses para combate. Gilgamesh testa a força de Gladiolus e lhe concede seu favor e a arma que tomou de Coru durante uma luta anos antes. Foi interpretado por Kazuhiko Inoue em japonês e Tom Taylorson em inglês.[112]

- Solara Aldercapt Antiquum (ソラーラ・エルダーキャプト・アンテイクム, Sorāra Erudākyaputo Anteikumu) é a neta secreta de Iedolas em The Dawn of the Future. Aranea e Loqi a resgatam de Gralea e pelos anos seguintes ela se torna uma caçadora de demônios, ajudando a reviver Lunafreya e dando apoio na batalha final.[67][80][115]

## Recepção
Seis personagens de XV apareceram em 2020 em uma lista dos 75 personagens de Final Fantasy mais populares de acordo com uma votação feita por jogadores japoneses, sendo eles Noctis, Ignis, Prompto, Ardyn, Lunafreya e Aranea em 13º, 28º, 38º, 63º, 69ª e 75ª, respectivamente. Os quatro personagens principais do jogo foram premiados pela Game Informer com o prêmio de Melhor Elenco em suas premiações de final de ano para RPGs, com Ignis também sendo considerado o melhor sidekick. Peter Swann da ComicsVerse comentou que o elenco todo masculino de XV ajudou a desafiar papeis de gênero, focando-se no comportamento de Ignis durante períodos de descanso e a representação sem preconceitos da obesidade de Prompto na infância. Salvatore Pane da Paste disse que XV era uma "representação sensível de um adolescente e suas complexas relações entre si e com a morte", muito mais do que seus elementos de fantasia científica, elogiando cada personagem por sua dinâmica de reforço mútuo. Ele também elogiou a caracterização dos quatro personagens principais como "uma das primeiras experiências verdadeiramente humanas" no gênero dos jogos eletrônicos, sugerindo que sua narrativa dos personagens lutando contra injustiça e malevolência era um exemplo de jogos eletrônicos como uma forma de arte em suas aspirações "catárticas e transformativas". A Escola Perkins para Cegos elogiou a representação da recuperação de Ignis da cegueira, citando como um exemplo positivo de aclimatação à deficiência.
Chris Carter da Destructoid gostou do elenco jogável e achou que a presença de outros personagens era sentida apesar da falta de envolvimento. Mollie L. Patterson da Electronic Gaming Monthly citou os protagonistas como "a cola que mantém tudo unido mesmo nos piores períodos do jogo", afirmando que foram além dos estereótipos pela quantidade de tempo passada com eles. Andrew Reiner da Game Informer elogiou a representação do fardo de Noctis e gostou de como os interesses e passatempos dos personagens foram mostrados. Peter Brown da GameSpot gostou da representação pé no chão do elenco jogável, mas criticou o envolvimento mínimo dos coadjuvantes, mesmo com as mídias adicionais. Vince Ingenito da IGN disse que o relacionamento de Noctis e seus amigos era o coração do jogo, pois achou que o elenco coadjuvante foi subutilizado e os elementos de romance mal escritos. Similarmente, Philip Kollar da Polygon disse que os companheiros de Noctis eram o "coração pulsante" de XV. Adam Beck da Hardcore Gamer criticou a narrativa e o elenco coadjuvante, mas disse que os protagonistas "entregam química e construção de personagem fortes".
Sobre Kingsglaive, Meghan Sullivan da IGN disse que a dublagem ajudou a deixar o elenco principal crível, mas criticou os personagens coadjuvantes. Andrew Barker da Variety achou que uma das maiores falhas do filme eram os "personagens descartáveis". Ashley Oh da Polygon achou que havia uma falta de desenvolvimento de personagens quando comparado a outras narrativas de Final Fantasy. Anthony John Agnello da GamesRadar+ foi mais positivo e elogiou o elenco. Carter achou que Brotherhood o ajudou a se interessar pelo elenco principal do jogo. Michelle Nguyen da Geek.com elogiou a camaradagem dos protagonistas na minissérie e destacou como o personagem de Prompto foi aprofundado. Jenni Lada da Siliconera achou que a história pregressa adicional e intereções mostradas em Brotherhood ajudaram a narrativa do jogo funcionar.
Sobre Episódio do Gladiolus, Andrew Webster da The Verge achou que faltou desenvolvimento de personagem para Gladiolus com a ausência de seus companheiros. Peter Triezenberg da RPGFan gostou das interações de Gladiolus e Coru. Avaliações de Episódio do Prompto de forma geral elogiaram a representação de Prompto e a narrativa, apesar de alguns elementos clichês e contraditórios. Carter disse que Episódio do Ignis era o melhor conteúdo para download, elogiando-o em relação à narrativa principal e também a representação de Ignis. Triezenberg gostou da narrativa e achou que a narrativa alternativa criou bom desenvolvimento de personagem para Ignis, Noctis e Ardyn. Sobre Episódio do Ardyn, Mike Fahey da Kotaku elogiou a representação de Ardyn, citando a expansão e sua animação prólogo como destaques do desenvolvimento do personagem e "totalmente justificando" sua vendetta contra a família real lucense. George Foster do RPG Site também foi positivo, dizendo que a expansão "consegue transformar um vilão previamente interessante mas muitas vezes unidimensional em uma figura simpática". Hirun Cryer da USGamer foi menos positivo, criticando a caracterização geral de Ardyn e dizendo que a narrativa de Episódio do Ardyn minava o trabalho feito na animação prólogo.
Os críticos ficaram divididos sobre a representação de personagens femininas em todas as mídias. Muitos expressaram decepção pela ausência desproporcional de personagens femininas, bem como da representação das poucas presentes na história, como Lunafreya e Cindy. Por outro lado, Aranea e Camelia foram consideradas personagens femininas empoderadas e respeitáveis. Os críticos gostaram particularmente das interações de Aranea com Prompto em Episódio do Prompto. Swann considerou que o bom desenvolvimento de personagens em Brotherhood ajudava a equilibrar os problemas de representação feminina no jogo.